# Monacia-d’Aullène
Monacia-d’Aullène település Franciaországban, Corse-du-Sud megyében. Lakosainak száma 546 fő (2022. január 1.). Monacia-d’Aullène Pianottoli-Caldarello és Sartène községekkel határos.

## Népesség
A település népességének változása:
| Lakosok száma | 325  | 421  | 412  | 483  | 486  | 525  | 528  | 549  | 559  | 546  |
|               | 1968 | 1982 | 1990 | 2006 | 2013 | 2015 | 2017 | 2019 | 2020 | 2022 |